# جائزة أستراليا الكبرى 2010
جائزة أستراليا الكبرى 2010 (بالإنجليزية: 2010 Australian Grand Prix)‏ هو سباق فورمولا 1 أقيم بتاريخ 28 مارس 2010 في حلبة سباق الجائزة الكبرى في ملبورن، أستراليا. كان الثاني من أصل 19 في بطولة العالم لسباقات الفورمولا واحد موسم 2010. حلّ البريطاني جنسن باتون أولا بينما جاء البولندي روبرت كوبيتسا في المركز الثاني وحصل على المركز الثالث البرازيلي فيليبي ماسا.